# Antioche de Pisidie
Pour les articles homonymes, voir Antioche (homonymie).
Antioche de Pisidie (Antiocheia ou Antiochia ad Pisidiam en latin) est une ancienne cité de Pisidie, la région des lacs en Turquie, la province moderne d'Isparta. Elle se situait à la croisée des mers Méditerranée et Égée, ainsi que dans la région centrale d'Anatolie, près de l'ancienne frontière entre la Pisidie et la Phrygie. De ce fait, elle est connue jusqu'au début du Ier siècle sous le nom d'Antioche de Phrygie. 
Le site se trouve à environ 1 km au nord de Yalvaç (ou Yalobatch), ville moderne de la province d'Isparta. Antioche de Pisidie était située sur une colline dont le point le plus haut est à 1 236 m. La ville était bordée à l'est du ravin profond de la rivière Anthius qui se jette  dans le lac d'Eğirdir (en turc : Eğirdir Gölü).

## Fondation

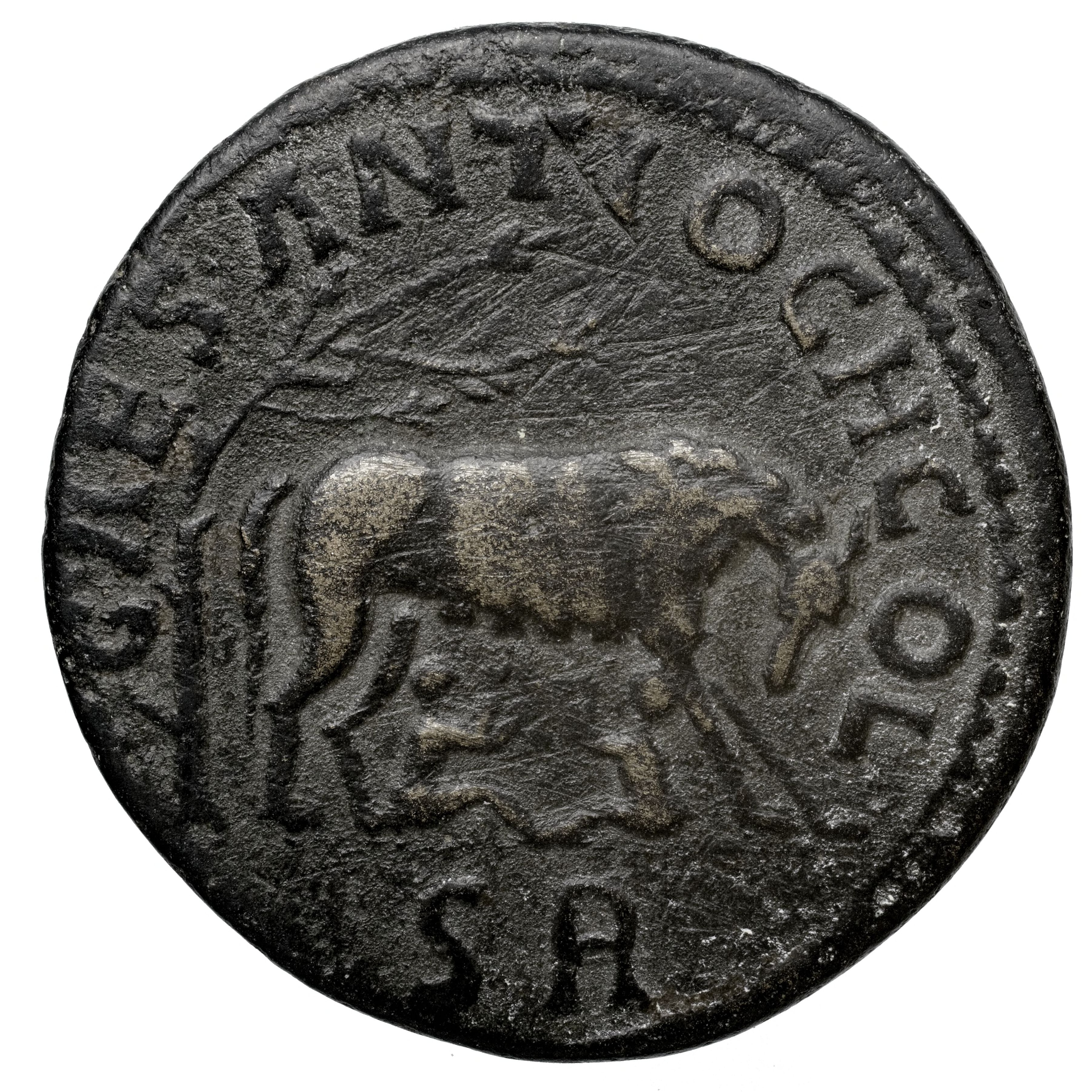
Monnaie de bronze à l'image de la louve romaine frappée à Antioche de Pisidie, règne de Gordien III (238-244).

Fondée en 280 av. J.-C., par Antiochos Ier, fils de Séleucos Ier, l'un des généraux d'Alexandre le Grand, qui lui donna son nom tout comme à la ville d'Antioche sur l'Orontes (Antakya). Selon Strabon elle est fondée par des citoyens de Magnésie sur le Méandre. Elle est refondée comme colonie romaine en 19 av. J.-C., dans le cadre de fondations de colonies de vétérans en Asie, en Grèce, Anatolie et Syrie notamment. Selon Pline l'Ancien, il s'agit de la capitale de la province romaine de Pisidie, nommée Antiochea Cæsarea. À la veille de la bataille d'Actium en 31 av. J.-C., Octave constate que l'Orient romain est inégalement urbanisé, en particulier à l'intérieur de l’Anatolie où les cités sont rares. Il se consacre donc, sans créer de nouvelles poleis (en dehors de Nicopolis d'Épire), à la restauration et fondation de colonies romaines telles qu’Antioche. Cela s'explique par la nécessité de lotir les nombreux vétérans démobilisés au lendemain de la bataille d'Actium et, dans le but de devenir des foyers de romanisation autour de villes peuplées de citoyens romains. C'est ainsi qu'en installant des vétérans de la Ve Gallica et de la VIIe légion, Auguste créa le réseau de colonies en Pisidie, et à Antioche dès 25 av. J.-C.

## Culture et religion

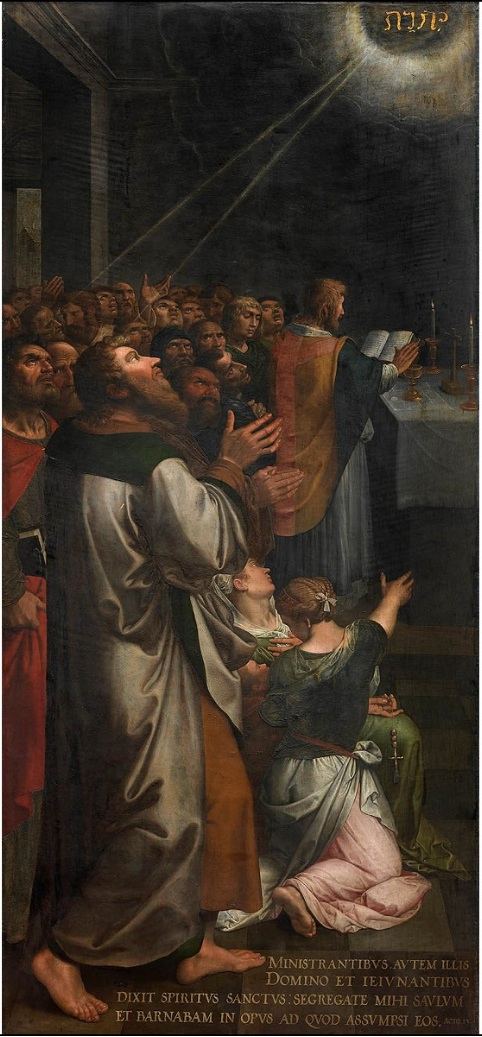
Paul et Barnabé choisis par le Saint-Esprit, toile d'Ambrosius Francken I (1544-1618).

Les effets culturels sont en fait limités puisqu'il est observé que partout le grec supplante le latin à partir du règne d'Hadrien. Rien ne témoigne non plus d'une diffusion des cultes romains, en dehors des cultes qui ne sortent pas des milieux de soldats et vétérans. On peut cependant noter la présence d'un culte local important, celui du dieu Men.
La ville fut fondée probablement sur le site d'un ancien sanctuaire phrygien dédié au dieu Men, on y retrouve d'ailleurs de nombreuses inscriptions.

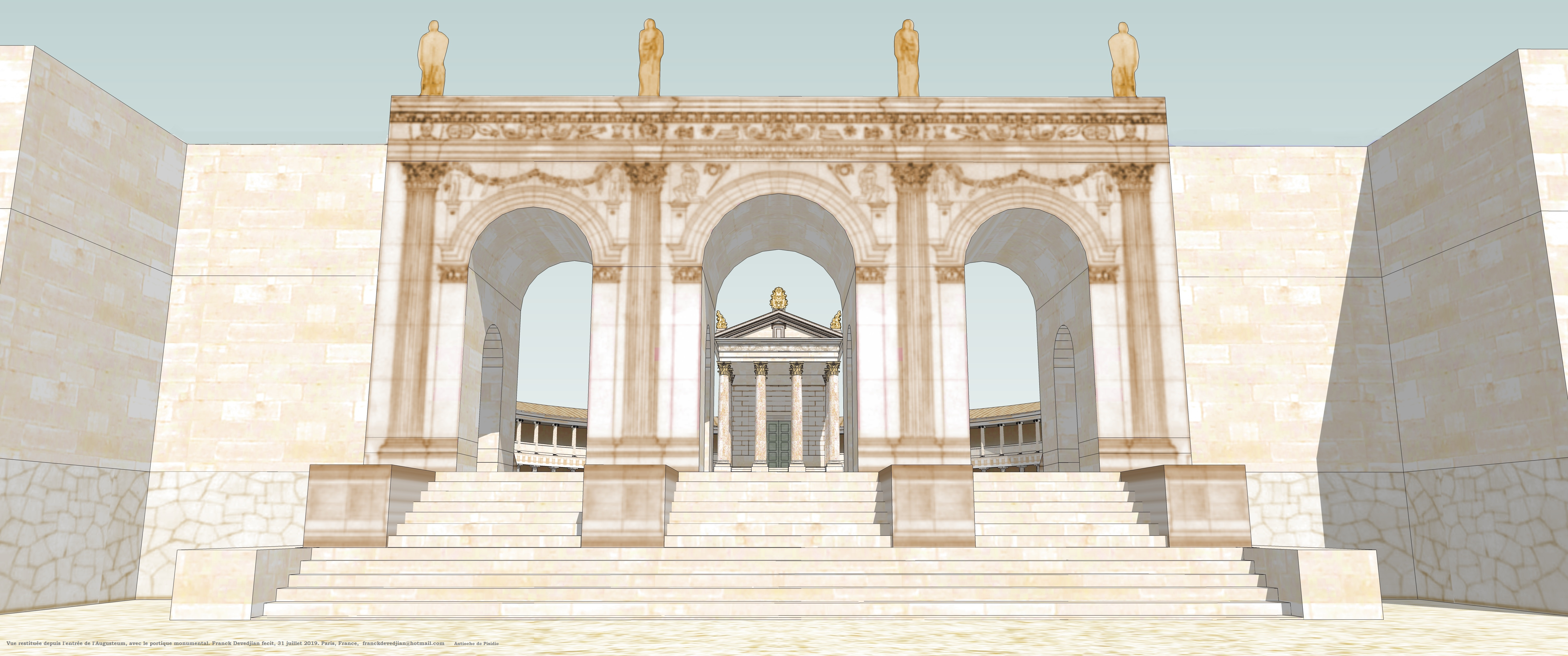
Proposition de restitution de l'entrée de l'Augusteum, au niveau du Portique.

Les Actes des Apôtres nous apprennent que Paul de Tarse (saint Paul) et saint Barnabé se sont rendus deux fois à Antioche en 46 apr. J.-C., mais qu'à leur première visite ils ont été chassés par les Juifs fort nombreux dans cette ville. Il fonde plusieurs communautés chrétiennes au cœur des territoires non évangélisés. Antioche fut l'une des premières villes d'Anatolie à adopter le christianisme. La première et la plus grande église dédiée à saint Paul fut construite plus tard à l'emplacement où ce dernier prononça son sermon.

### L'Augusteum
L'Augusteum était un temple dédié au culte impérial d'Auguste. Le complexe était monumental, il n'en reste que des ruines, mais qui permettent de comprendre à quoi pouvait ressembler ce lieu, l'un des plus beaux de la ville antique.

## Destruction d’Antioche et ruines
Lors d'une campagne de conquête dirigée par le calife omeyyade Al-Walid ben Abd al-Malik, la ville fut rasée en 713. Des tentatives furent faites pour la reconstruire, mais elle ne retrouva pas sa splendeur passée. Elle fut finalement abandonnée lorsque Yalvaç fut fondée à proximité au XIIIe siècle.
De nos jours, il reste un certain nombre de ruines antiques des murailles, un aqueduc, un petit théâtre, mais également les propylées de l'acropole, la place dite Auguste Platea d'où s'élevait un temple probablement consacré à Auguste (ou Dionysos), la place Tiberia Platea en l'honneur de Tibère, et à proximité les restes de deux basiliques byzantines et les ruines d'une église du IVe siècle dédiée à saint Paul.

### Articles liés
- Musée de Yalvaç
- Yalvaç
- Autres établissements chrétiens du premier siècle : Antioche, Tarse, Derbé, Pergé, Lystre, Iconium, Hiérapolis, Éphèse, Milet, Pergame, Troas